# Нижние Рошканы
Нижние Рошканы, Рошканий де Жос (рум. Roşcanii de Jos) — село в Резинском районе Молдавии. Наряду с сёлами Гидулены и Верхние Рошканы входит в состав коммуны Гидулены.

## География
Село расположено на высоте 123 метров над уровнем моря.

## Население
По данным переписи населения 2004 года, в селе Рошканий де Жос проживает 35 человек (18 мужчин, 17 женщин).
Этнический состав села:
| Национальность | Число жителей | Процентный состав |
| -------------- | ------------- | ----------------- |
| молдаване      | 32            | 91,43 %           |
| украинцы       | 3             | 8,57 %            |
| Всего          | 35            | 100 %             |